# Justin Whalin

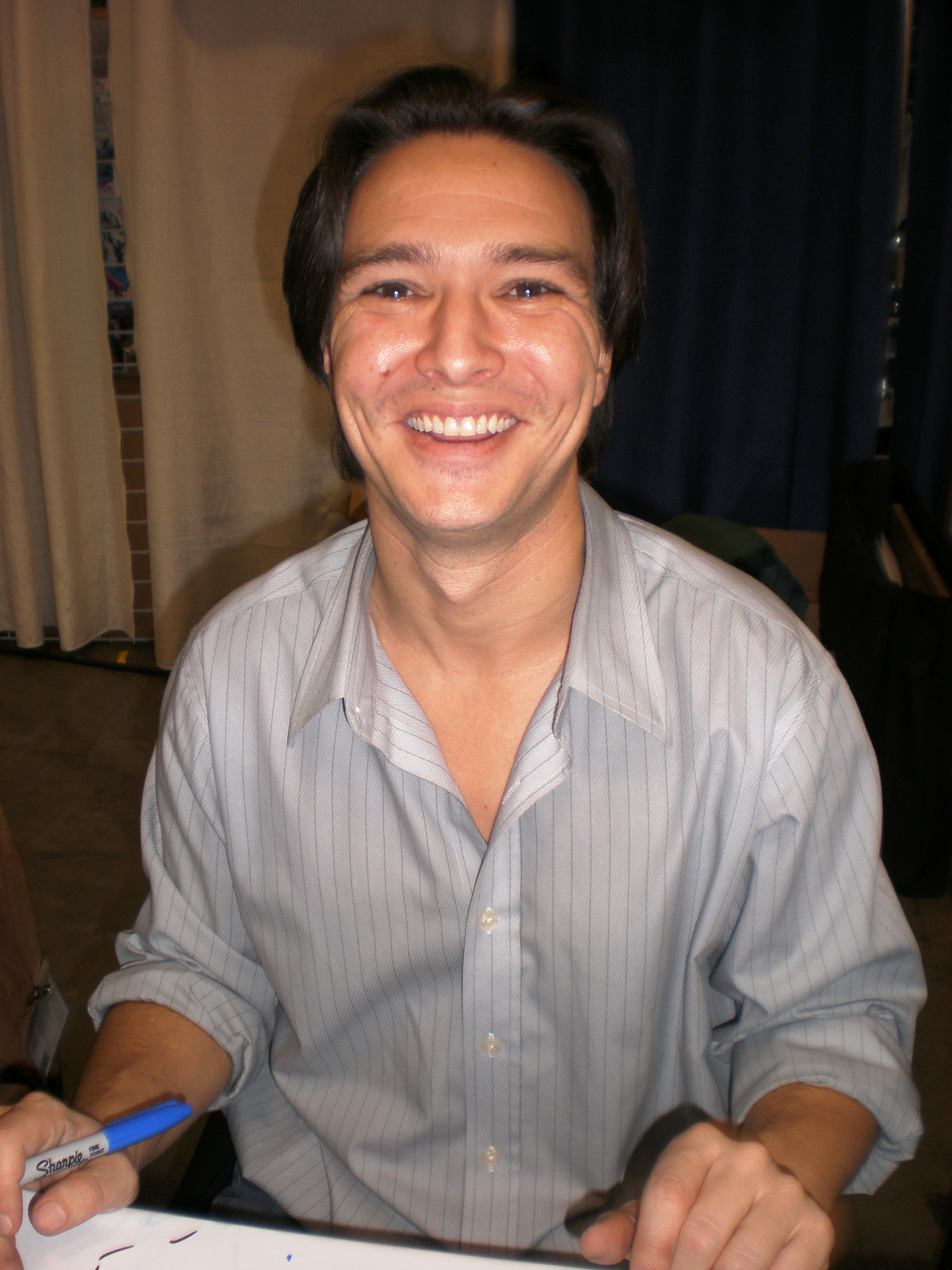
Justin Whalin, WonderCon, 2009

Justin Garrett Whalin (* 6. September 1974 in San Francisco, Kalifornien) ist ein US-amerikanischer Schauspieler und Filmproduzent.
Er steht seit seinem elften Lebensjahr vor der Kamera und wirkte bereits in zahlreichen Fernsehserien und Filmproduktionen mit. Für seine Rolle in dem Horrorfilm Chucky 3 (1991) war er im Jahr 1992 für einen Saturn Award nominiert. Im gleichen Jahr war er außerdem für seine Rollen in der Fernsehserie Blossom und in dem Fernsehfilm Perfect Harmony (1991) jeweils für einen Young Artist Award nominiert.
Eine seiner bekanntesten Rollen war die des Jimmy Olsen in der Actionserie Superman – Die Abenteuer von Lois & Clark, die er von 1994 bis 1997 verkörperte, und für die er 1996 für einen NCLR Bravo Award nominiert war.
In der Pen-&-Paper-Rollenspielverfilmung Dungeons & Dragons aus dem Jahr 2000 spielte er die männliche Hauptrolle und fungierte außerdem als ausführender Produzent. Seitdem folgten nur noch Rollen in weniger erfolgreichen Filmen und leichten Komödien. Nach 2009 trat er nicht mehr als Schauspieler in Erscheinung (Stand Mai 2019).
Whalin, dessen Hobbys Golf und die Musik sind, heiratete am 16. Juli 2006 Reina Flynn. Die Ehe wurde im Jahr 2009 geschieden.

## Filmografie (Auswahl)
- 1988: Das Todesspiel (The Dead Pool)
- 1991: Perfect Harmony
- 1991: Chucky 3 (Child’s Play 3)
- 1992: American Inferno (The Fire Next Time)
- 1993: American Inferno 1+2
- 1994: Serial Mom – Warum läßt Mama das Morden nicht? (Serial Mom)
- 1994–1997: Superman – Die Abenteuer von Lois & Clark (Lois & Clark: The New Adventures of Superman) (Fernsehserie)
- 1995: Abenteuer in der Wildnis (White Wolves II: Legend of the Wild)
- 1996: Susie Q – Engel in Pink (Susie Q)
- 1997: Academy Boyz
- 1998: Stille Helden (Miracle at Midnight)
- 2000: Warhammer – Der finale Krieg (For the Cause/Final Encounter)
- 2000: Dungeons & Dragons
- 2003: Roulette
- 2004: Slammed
- 2005: Die Wikinger 3 – Die Rache der Bestie (Beauty and the Beast)
- 2006: College Animals 2 (National Lampoon’s Dorm Daze 2)
- 2009: Super Capers
- 2009: The House That Jack Built
- 2009: Off the Ledge

## Quellnachweise
1. ↑  Justin Whalin – Superman’s Whalin Files For Divorce. Abgerufen am 23. Mai 2012.